# Аделхайд фон Вайлнау
Вижте пояснителната страница за други личности с името Аделхайд.
Аделхайд фон Вайлнау (на немски: Adelheid von Weilnau; Adelheid von Diez-Weilnau; † сл. 1325/1335) е графиня от Диц-Вайлнау и чрез женитба господарка на Франкенщайн в Оденвалд.
Тя е дъщеря на граф Хайнрих IV фон Диц-Вайлнау († сл. 1281) и съпругата му Луитгарт фон Тримберг († 1297), дъщеря на Албрехт фон Тримберг († 1261) и Луитгард фон Бюдинген († сл. 1257), дъщеря на Герлах II фон Бюдинген († 1245) и Мехтхилд фон Цигенхайн († 1229).

## Фамилия
Аделхайд фон Вайлнау се омъжва за Лудвиг IV фон Франкенщайн († сл. 29 септември 1344), син на Хайнрих I фон Франкенщайн († 1295) и Лукардис фон Щернберг († 1312), дъщеря на Алберт фон Щернберг († 1253/1255) и Мехтилд фон Тримберг († сл. 1297). Те имат децата:
- Елизабет фон Франкенщайн († 27 октомври 1360), омъжена I. за Лудвиг фон Хесберг († пр. 20 октомври 1325), II. пр. 1341 г. за Зигфрид III фон Щайн-Остхайм фор дер Рьон († пр. 27 октомври 1360)
- Лудвиг V фон Франкенщайн († сл. 9 октомври 1330)